# Onychogomphus costae
Onychogomphus costae é uma espécie de libelinha da família Gomphidae.
Pode ser encontrada nos seguintes países: Argélia, Marrocos, Portugal, Espanha e Tunísia.
Os seus habitats naturais são: rios.
Está ameaçada por perda de habitat.